# إبستورف
إبستورف (Ebstorf) هي بلدية في مقاطعة أولسن، في ولاية سكسونيا السفلى ، ألمانيا . تقع حوالي 12كم شمال غرب أولسن ، و 25 كم جنوب لونبورغ .

## التاريخ
في عام 880م ، بالقرب من إبستورف هزم جيش الفايكنج جيشًا ساكسونًيا تحت قيادة السكسوني برونو دوق ساكسونيا. عانى الجيش الساكسوني من هزيمة مروعة وسقط الدوق في المعركة.

## الثقافة والمعالم

### خريطة العالم إبستورف
كانت خريطة إيبستورف العالمية عبارة عن خريطة دائرية بقطر 3.57 م على 30 ورقة من المخطوطات مع القدس كمركز. يقال إنه تقليد لخريطة رومانية للعالم من القرن الرابع. وهي أكبر خريطة تمثيلًا لمنظر العالم من العصور الوسطى. تمت تسميته على اسم المكان الذي تم العثور عليه فيه، دير البينديكتين في إيبستورف. هناك تم العثور عليها في مخزن عام 1830 ؛ دمرت الفئران مكانين على الخريطة، بما في ذلك منطقة براندنبورغ اليوم. بالإضافة إلى ذلك، تم قطع خريطة كبيرة بحجم 50 × 60 سم تقريبًا في النصف الأيمن العلوي في منطقة الهند الحالية بعد فترة وجيزة من إعادة الاكتشاف لأسباب غير معروفة.

### المعالم الطبيعية
♁⊙ «رويال أوك» بمحيط صدر 8.50 م وارتفاع 34 م تم تحديده في عام 2016. وهو بلوط إنجليزي، مُعين كنصب طبيعي (ND UE 00037) وأدرج في قائمة عينات الأشجار البارزة والقديمة في ألمانيا، يعتبر أطول بلوط معروف في ألمانيا.

## الدين

### الكنيسة الكاثوليكية
يقع مجتمع الكنيسة الإنجيلية اللوثرية الموريشيوسية في إيبستورف، وتُقام خدماته في كنيسة سانت موريشيوس St. Mauritius-Kirche التابعة لدير إيبستورف. تنتمي الرعية إلى المنطقة الغربية من منطقة كنيسة أويلزين، بالإضافة إلى إيبستورف، فهي تضم أيضًا بلدات ألتنبستورف، وهارستورف، وليندن، ولتميسن، وميلزنجن، وأويتزفيلدي، وستادورف، وتاتندورف، وويسنشتيدت، وويتنواتر.
حوالي عام 1918 تم إنشاء كنيسة للروم الكاثوليك في مبنى سكني على الشارع الرئيسي. في عام 1966، تم هدم المبنى وفي عام 1967 وشُيدت الكنيسة الرومانية الكاثوليكية لزيارة مريم العذراء، والتي لا تزال قائمة حتى اليوم، منذ عام 2006 وهي تنتمي إلى رعية المخلص الإلهي في أولسن.